# Chaco (provinca)
Chaco (špansko [ˈtʃako]; wichijsko To-kós-wet ), uradno provinca Chaco (špansko provincia del Chaco), je ena od 23 provinc v Argentini. Njeno glavno in največje mesto je Resistencia. Je na severovzhodu države.
Na zahodu meji na provinci Salta in Santiago del Estero, na severu na provinco Formoso, na vzhodu na provinco Corrientes in na jug na provinco Santa Fe. Ima tudi mednarodno mejo s paragvajskim departmajem Seembucú. S površino 99.633 km² in od leta 2010 1.055.259 prebivalcev je dvanajsta najobsežnejša in deveta najbolj naseljena od triindvajsetih argentinskih provinc.
Leta 2010 je Chaco postala druga provinca v Argentini, ki je sprejela več kot en uradni jezik. Ti jeziki so jeziki Kom, Moqoit in Wichí, ki jih govorijo ljudstva Toba, Mocoví in Wichí. Chaco je bil v zgodovini med najrevnejšimi regijami Argentine in je trenutno na zadnjem mestu tako po BDP na prebivalca kot po indeksu človekovega razvoja.
Med letoma 1950 in 1955 je Chaco nosil ime Presidente Juan Perón.

## Etimologija
Chaco izhaja iz chaku, kečuanske besede, ki se uporablja za poimenovanje lovskega ozemlja ali lovne tehnike, ki so jo uporabljali ljudje v Inkovskem imperiju.
Letno so na ozemlje vstopale velike skupine do trideset tisoč lovcev, ki so tvorile kolone in krožile okoli svojega plena. Jezuitski misijonar Pedro Lozano je v svoji knjigi Chorographic Description of the Great Chaco Gualamba, ki je izšla v Cordobi v Španiji leta 1733, zapisal: »Njegova etimologija kaže na množico narodov, ki naseljujejo to regijo. Ko gredo na lov, Indijanci z mnogih delov zberejo vikunje in gvanake; ta množica se v kečuanščini imenuje chacu, kar je običajno v Peruju, in da so Španci pokvarjeni v Chaco«.
Vendar je bila najzgodnejša omemba tega izraza v dokumentu v pismu Fernandu Torresu de Portugalu in Mesíi, podkralju Peruja, ki ga je leta 1589 napisal takratni guverner Tucumáne Juan Ramírez de Velasco in se skliceval na to regijo kot Chaco Gualamba. (Izraz Gualamba je negotovega izvora in od takrat ni več v uporabi.)

## Zgodovina
Območje so prvotno naselili različni lovci in nabiralci, ki so govorili jezike iz družine Mataco-Guaicru. Domača plemena, vključno s Tobo in Wichí, so preživelio v regiji in imajo pomembne skupnosti v tej provinci in v provinci Formosa.
Leta 1576 je guverner province v Severni Argentini naročil vojski, naj poišče železo, za katerega je slišal, da so jo domačini uporabljali za svoje orožje. Domačini so to območje imenovali Nebeška polja, kar je bilo v španščino prevedeno kot Campo del Cielo. To območje je zdaj zaščiteno območje na meji med provincama Chaco in Santiago del Estero, kjer je skupina železnih meteoritov padla v holocenskem obdobju pred približno štirimi do pet tisoč leti. Leta 2015 je policija aretirala štiri domnevne tihotapce, ki so poskušali ukrasti več kot tono zakonsko zaščitenega meteornega železa.
Prvo evropsko naselje je leta 1585 ustanovil španski konkvistador Alonso de Vera y Aragón in ga imenoval Concepción de Nuestra Señora. Zapuščeno je bilo leta 1632. Med svojim obstojem je bilo eno najpomembnejših mest v regiji, toda napadi lokalnih Indijancev so prebivalce prisilili, da so odšli. V 17. stoletju je bil na območju današnjega mesta Resistencia ustanovljen jezuitski mision San Fernando del Río Negro, ki pa je bil opuščen petnajst let kasneje.
Območje Gran Chaco je bilo po koncu številnih spopadov med Argentino in Paragvajem med vojno Trojne zveze do konca 19. stoletja večinoma neraziskano in nenaseljeno tako od Evropejcev kot od Argentincev. San Fernando je bil ponovno ustanovljen kot vojaška postojanka in je bil leta 1876 preimenovan v Resistencia.
Territorio Nacional del Gran Chaco je bil ustanovljen leta 1872. To ozemlje, ki je vključevalo sedanjo provinco Formosa in dežele, ki so trenutno znotraj Paragvaja, je leta 1884 po upravni razdelitvi nadomestilo Territorio Nacional del Chaco.

### 20. stoletje
Od konca 19. stoletja do prvih desetletij 20. stoletja je provinca sprejemala različne priseljence, med njimi Volške Nemce in Menonite iz Rusije, Nemčije in Kanade. Skupaj z drugimi priseljenci so Chaco spremenili v produktivno kmetijsko regijo, znano po proizvodnji mleka in govedine.

### Infrastruktura
Z malo asfaltiranimi cestami in s tem preveliko odvisnostjo od potniških železniških storitev so na Chaco negativno vplivale nacionalne privatizacije železniških prog in zapore prog v zgodnjih 1990-ih. Leta 1997 je storitve, ki jih je od nacionalizacije železnic leta 1948 vodilo državno podjetje Ferrocarriles Argentinos, prevzel Servicios Ferroviarios del Chaco SA (SEFECHA), zaradi česar je SEFECHA takrat edini javni železniški prevoznik v Argentini v javni lasti. Trenutno SEFECHA prepelje skoraj milijon potnikov na leto in je prispevala k močnemu okrevanju pokrajine od krize leta 2002. 

### Revščina
Provinca Chaco še naprej trpi zaradi najslabših socialnih kazalcev v državi, saj 49,3 % prebivalstva živi pod pragom revščine glede na dohodek in s 17,5 % otrok med drugim in petim letom v podhranjenosti. Med argentinskimi provincami je po BDP na prebivalca na zadnjem mestu in po indeksu človekovega razvoja na 21. mestu, le nad sosedama Formoso in Santiagom del Estero.

### Uradni jeziki
Leta 2010 je Chaco postal druga provinca v Argentini, ki je avtohtone jezike razglasila za uradne v provinci, po Corrientesu. V Chacoju so poleg španščine uradni status pridobili še trije lokalni jeziki: Kom, Moqoit in Wichí.

## Geografija
Provinca Chaco leži v južnem delu regije Gran Chaco, prostrani nižinski ravnici, ki pokriva ozemlja v Argentini, Paragvaju in Boliviji.
Chaco pokriva površino 99.633 km2 in je dvanajsta največja argentinska provinca. Najvišje seže najbolj zahodno, blizu občine Taco Pozo, na nadmorski višini 272 m.
Reki Parana in Paragvaj ločujeta provinco Chaco od province Corrientes in Republike Paragvaj. Na severu reka Bermejo tvori še eno naravno mejo, ki deli provinco Chaco od province Formosa.
Na jugu meja sledi 28. vzporedniku proti jugu, ki ločuje regijo od province Santa Fe, medtem ko na zahodu meji na Salto in Santiago del Estero.
Druge pomembne reke so: Negro, Tapenagá, Palometa in Salado, vse pritoki ali veje reke Paraná.

### Podnebje
Provinca ima subtropsko podnebje. Razdeljena je na dve različni podnebni coni: bolj vlažno na vzhodu in bolj suho subtropsko podnebje v sredini in zahodu. V vzhodnih delih province je vlažno subtropsko podnebje (Cfa po Köppnovi podnebni klasifikaciji) brez sušnega obdobja. Na zahodu, kjer je padavin manj, ima subtropsko podnebje s suho zimo in je zaradi potencialne evapotranspiracije, ki presega padavine, razvrščena kot polsušno podnebje (BS po Köppnovi klasifikaciji). 
V najbolj vlažnih (vzhodnih) predelih province padavine padajo skozi vse leto brez sušnega obdobja. Ta območja prejemajo približno 1400 milimetrov padavin na leto. Padavine se zmanjšujejo proti zahodu in v poletnih mesecih postanejo bolj koncentrirane.
Srednje letne temperature se gibljejo med 21 in 23 °C, in se zmanjšujejo od severa proti jugu. Poletja so vroča s temperaturami, ki lahko dosežejo do 38 do 41 °C v vzhodnih delih province. Zahodni deli imajo večje razlike v temperaturah zaradi kontinentalnih vplivov; ekstremne temperature so bolj ekstremne poleti s temperaturami, ki pogosto presegajo 40 °C. Pozimi lahko vdori hladnega, polarnega zraka z juga vodijo do zmrzali in temperatur, ki padejo pod ledišče. Posledica tega je, da je poleti območje visokega sončnega sevanja poleti nad provinco nizkotlačni sistem.
Vlaga v provinci je visoka zlasti na severu, najbolj mokrem delu province. Večina vetrov, ki prenašajo vlažen zrak, prihaja s severa in vzhoda. Zime so najbolj vlažen letni čas (visoka vlaga), saj je v tej sezoni pogosta megla. 

## Gospodarstvo
Gospodarstvo Chaca je, tako kot večina v regiji, razmeroma nerazvito, vendar si je močno okrevalo od leta 2002. Ocenjeno je bilo, da bo leta 2006 znašalo 4397 milijard ameriških dolarjev oziroma 4467 ameriških dolarjev na prebivalca (polovica državnega povprečja in tretja najnižja v Argentini). Gospodarstvo je raznoliko, vendar je njegov kmetijski sektor v zadnjem desetletju trpel zaradi ponavljajočih se suš.
Kmetijski razvoj v Chacu je večinoma povezan s komercialno pridelavo lesa quebracho in bombaža. Chaco trenutno proizvaja 60 % argentinske nacionalne proizvodnje bombaža. Kmetijska proizvodnja hrane predstavlja 17 % argentinske proizvodnje. Sem spadajo pridelki, kot so soja, sirek in koruza. Na jugu gojijo tudi sladkorni trs, v manjši meri pa tudi riž in tobak.
Pasme goveda, ki jih sestavljajo križanci z zebujem (Bos taurus indicus), veljajo za bolje prilagojene visokim temperaturam, pomanjkanju trave in občasnim poplavam kot intenzivno gojene čistopasemske pasme.
Industrija k provincialnemu gospodarstvu prispeva približno 10 % in vključuje tekstil, proizveden iz lokalne proizvodnje bombaža, olja in premoga, ter sladkor, alkohol in papir, ki izvirajo iz sladkornega trsa.
Chaco je dom narodnega parka Chaco, vendar turizem v provinci ni dobro razvita industrija. Glavno letališče province, mednarodno letališče Resistencia, letno sprejme približno 100.000 potnikov.